# Lost in the Stars
Lost in the Stars (traducción literal: Perdido en las estrellas) es un musical con música de Kurt Weill y letras y argumento de Maxwell Anderson, basado en la novela Cry, the Beloved Country (1948) de Alan Paton. El musical se estrenó en Broadway en 1949; fue la última obra del compositor para la escena antes de morir al año siguiente.
Lost in the Stars se estrenó en Broadway en el Teatro Music Box el 30 de octubre de 1949, y cerró el 1 de julio de 1950, después de 281 representaciones. La producción fue supervisada y dirigida por Rouben Mamoulian y coreografiada por La Verne French. Todd Duncan asumió el papel de Stephen; Inez Matthews cantó Irina.
La New York City Opera presentó el musical en abril de 1958. Dirigida por José Quintero, el reparto incluyó a Lawrence Winters (Stephen Kumalo) y Lee Charles (Leader). El director de aquellas representaciones, Julius Rudel, lideró una grabación completa en 1992 de la partitura con la Orchestra of St. Luke's: Music Masters 01612-67100.)
Fue adaptada para la pantalla en 1974, con Daniel Mann dirigiendo. 

## Personajes
| Personaje                  | Tesitura               | Reparto del estreno |
| -------------------------- | ---------------------- | ------------------- |
| Leader                     | tenor o barítono agudo | Frank Roane         |
| Stephen Kumalo             | barítono               | Todd Duncan         |
| Absalom Kumalo             |                        | Julian Mayfield     |
| John Kumalo                |                        | Warren Coleman      |
| Grace Kumalo               |                        | Gertrude Jeanette   |
| James Jarvis               |                        | Leslie Banks        |
| Linda (cantante-bailarina) |                        | Sheila Guyse        |
| Irina                      | mezzosoprano           | Inez Matthews       |
| Alex                       | niño soprano           | Herbert Coleman     |